# كريستيان أنديرس
كريستيان أنديرس (بالألمانية: Christian Anders) هو مغني نمساوي، ولد في 15 يناير 1945 في بروك ان دير مور في النمسا.

## وصلات خارجية
- كريستيان أنديرس على موقع IMDb (الإنجليزية)
- كريستيان أنديرس على موقع ألو سيني (الفرنسية)
- كريستيان أنديرس على موقع ميوزك برينز (الإنجليزية)
- كريستيان أنديرس على موقع أول موفي (الإنجليزية)
- كريستيان أنديرس على موقع ديسكوغز (الإنجليزية)
- كريستيان أنديرس على موقع ديسكوغز (الإنجليزية)
- كريستيان أنديرس على موقع ديسكوغز (الإنجليزية)
- كريستيان أنديرس على موقع ديسكوغز (الإنجليزية)
- كريستيان أنديرس على موقع قاعدة بيانات الفيلم (الإنجليزية)